# Кой-Таш (Джалал-Абадская область)
Кой-Таш (кирг. Кой-Таш) — село в Аксыйском районе Джалал-Абадской области Кыргызстана. Входит в состав Джаны-Джольского айылного аймака.

## География
Село расположено в южной части области, на берегах реки Уч-Курт и на правом берегу реки Кара-Суу, на расстоянии приблизительно 28 километров (по прямой) к северо-востоку от города Кербен, административного центра района. Абсолютная высота — 944 метра над уровнем моря.

## Население
Согласно оценочным данным Национального статистического комитета Кыргызской Республики, численность населения села на начало 2023 года составляла 1961 человек.
| год     | 2009 | 2014 | 2015 | 2020 | 2021 | 2023 |
| ------- | ---- | ---- | ---- | ---- | ---- | ---- |
| человек | 1578 | 1867 | 1842 | 2053 | 2016 | 1961 |